# Nationale 1949-1950
La Nationale 1949-1950 è stata la 28ª edizione del massimo campionato francese di pallacanestro maschile. La vittoria finale è stata ad appannaggio dell'ASVEL.

## Risultati

### Fase a gironi

#### Gruppo A
|    | Squadra          | G  | V  | N | P  | PF  | PS  | P.ti | Qualificazione           |
| -- | ---------------- | -- | -- | - | -- | --- | --- | ---- | ------------------------ |
| 1. | ASVEL            | 14 | 12 | 0 | 2  | 584 | 509 | 38   | playoff                  |
| 2. | R.C. de France   | 14 | 8  | 0 | 6  | 603 | 566 | 30   | playoff                  |
| 3. | Auboué           | 14 | 8  | 0 | 6  | 641 | 556 | 30   |                          |
| 4. | Championnet      | 14 | 8  | 0 | 6  | 534 | 565 | 30   |                          |
| 5. | Montbrison       | 14 | 7  | 0 | 7  | 525 | 567 | 28   |                          |
| 6. | Rupella          | 14 | 5  | 0 | 9  | 427 | 457 | 24   |                          |
| 7. | US Métro         | 14 | 5  | 0 | 9  | 559 | 547 | 24   | retrocesse in Excellence |
| 8. | US Pont l'Evêque | 14 | 3  | 0 | 11 | 469 | 575 | 20   | retrocesse in Excellence |

#### Gruppo B
|    | Squadra                  | G  | V  | N | P  | PF  | PS  | P.ti | Qualificazione           |
| -- | ------------------------ | -- | -- | - | -- | --- | --- | ---- | ------------------------ |
| 1. | Monaco                   | 14 | 11 | 0 | 3  | 580 | 532 | 36   | playoff                  |
| 2. | P.U.C.                   | 14 | 9  | 0 | 5  | 603 | 566 | 32   | playoff                  |
| 3. | ASPO Tours               | 14 | 8  | 0 | 6  | 659 | 559 | 30   |                          |
| 4. | EV Bellegarde            | 14 | 8  | 0 | 6  | 693 | 590 | 30   |                          |
| 5. | Hirondelles des Coutures | 14 | 8  | 1 | 5  | 583 | 582 | 29   |                          |
| 6. | Avia Club                | 14 | 6  | 0 | 8  | 600 | 632 | 26   |                          |
| 7. | SC Parigi Ouest          | 14 | 5  | 0 | 9  | 490 | 638 | 24   | retrocesse in Excellence |
| 8. | RCM Tolosa               | 14 | 1  | 1 | 12 | 479 | 602 | 15   | retrocesse in Excellence |

### Fase finale
|  | Semifinali     | Semifinali     | Semifinali |        |       | Finale | Finale | Finale |  |
|  |                |                |            |        |       |        |        |        |  |
|  | ASVEL          | ASVEL          | 42         |        |       |        |        |        |  |
|  | ASVEL          | ASVEL          | 42         |        |       |        |        |        |  |
|  | R.C. de France | R.C. de France | 38         |        |       |        |        |        |  |
|  | R.C. de France | R.C. de France | 38         |        | ASVEL | ASVEL  | 52     |        |  |
|  |                |                |            |        | ASVEL | ASVEL  | 52     |        |  |
|  |                |                | Monaco     | Monaco | 40    |        |        |        |  |
|  | Monaco         | Monaco         | Monaco     | Monaco | 40    | 49     |        |        |  |
|  | Monaco         | Monaco         |            |        |       |        |        |        |  |
|  | P.U.C.         | P.U.C.         | 34         |        |       |        |        |        |  |

| Nationale 1949-1950 |
| ------------------- |
| ASVEL 2º titolo     |

## Formazione vincitrice
| N° | Naz.                | Ruolo | Sportivo       |  | Alt. |  |
| -- | ------------------- | ----- | -------------- |  | ---- |  |
|    | Ungheria (bandiera) | C     | Ferenc Németh  |  |      |  |
|    | Francia (bandiera)  |       | Longchamp      |  |      |  |
|    | Francia (bandiera)  |       | Dejoannès      |  |      |  |
|    | Francia (bandiera)  | A     | André Buffière |  | 185  |  |
|    | Francia (bandiera)  |       | Fillon         |  |      |  |
|    | Francia (bandiera)  |       | Raymond Sahy   |  |      |  |
|    | Francia (bandiera)  |       | Hugonin        |  |      |  |
|    | Francia (bandiera)  |       | Serverin       |  |      |  |
|    | Francia (bandiera)  | All.  | André Buffière |  |      |  |